# Vakier
Vakier (mađ. Soltvadkert) je gradić u središnjoj Mađarskoj.
Zauzima površinu od 108,86 km četvornih.

## Zemljopisni položaj
Nalazi se u regiji Južni Alföld, na 46°34'41" sjeverne zemljopisne širine i 19°23'45" istočne zemljopisne dužine. Selo Selymes, koje se nalazi južnije, upravno pripada Vakieru.
S nekoliko strana ga okruživa nacionalni park Kiskunság.
Upravno mu pripada Buosir (mađ. Bőszér).

### Klima
Vakier je poznat po dugim i toplim ljetima.

## Upravna organizacija
Upravno pripada kireškoj mikroregiji u Bačko-kiškunskoj 
županiji. Poštanski broj je 6230.

## Povijest
Utemeljen je 1376.
Turska osvajanja su zahvatila i ovaj grad. Za njihove vlasti je izgubio dosta stanovnika.
1740-ih je barun Orczy doselio njemačke seljake u Vakier. 
Vakier pripada jednim od rijetkih mađarskih gradova koji imaju luteransku crkvu u svom središtu. Razlog tome je velik broj njemačkih doseljenika u 1700-ima koji su izgradili crkvu. Sloboda vjere, pak, nije bila postojala, a rimokatolički nadbiskup i njegove sluge iz Kaloče su mnogo puta uništili crkvu. [nedostaje izvor] Nova luteranska crkva je sagrađena 1837. godine te je još uvijek u dobrom stanju. Tijekom stoljeća, škole i ostale crkveno orijentirane građevine su sagrađene oko nje. Crkva trenutno ima tri zvona koja se koriste. Unutar crkve se nalazi povijesne orgulje marke Rieger koje su postavljene 1908. godine. Na drugoj strani zida nalazi se natpis na njemačkom na kojem piše: "Dies ist der Denckstein der evangelica Kirche in Vadkert" (Ovo je kamen temeljac luteranske crkve u Vadkertu). Nakon 40 godina progona, luteranska zajednica je još uvijek aktivna u Vakieru.
Rimokatolička Crkva je ponovo nazočna u Vakieru od 1737. godine. Trenutno je najveća kršćanska denominacija u gradu. Prva crkva je sagrađena 1700-ih za baruna Lőrinca Orczya. Od 1908. veća crkva se također koristi.
1722. sedam kalvinističkih obitelji se doselilo u Vakier iz Njemačke. Drugi su ih slijedili 1740-ih. Nakon godina vjerskog progona, dopušteno im je sagraditi crkvu, koju su izgradili, a bila je gotova 26. rujna 1794. godine.
Baptistička misija je u Vakieru počela 1891. godine. Od 2000., crkva ima više od 200 sljedbenika.
Povijest pentekostalističke crkve u Vakieru traje od 1935. Pentekostalni pokret, koji je počeo 1900. u SAD-u, došao je do Vakiera nakon Prvog svjetskog rata.
Prije drugog svjetskog rata je Vakier imao brojnu židovsku zajednicu koja je nestala zbog holokausta. Velik broj je ubijen, a oni koji su uspjeli preživjeti su iselili u Budimpeštu ili napustili Mađarsku. 
Grad nosi današnje ime Soldvadkert od 1900. Prije se zvao Vadkert.

## Gospodarstvo
Vakier je središtem jedne od najvećih vinorodnih krajeva u Mađarskoj, a po proizvodnji vina je bio poznat diljem Europe. Važnost vinogradarstva i vinarstva je u povijesti određivala gospodarski život ovog grada, a kao posljedica toga je i vinova loza na gradskom grbu.
Vinova loza raznih sorata je zasađena na preko 8 tisuća hektara. Godišnja proizvodnja je oko 250-300 tisuća hl vina.
Jezero Vadkert (zvano i Büdös-tó) se nalazi blizu Vakiera. Omiljenim je odredištem turista iz svih europskih krajeva.

## Stanovništvo
U Vakieru živi 7782 stanovnika (2001.). 
Narodnosni sastav je 2001. bio;
- Mađari - 98%
- Romi - 0,7%
- ostali - 1,3%

## Šport
- nogometni klub Vadkert
- Ágnes Szávay, najuspješnija mađarska tenisačica svih vremena

## Pobratimstva
- Bodelshausen
- Sărmăşag